# Hoplophorella ocula
Hoplophorella ocula är en kvalsterart som först beskrevs av Wojciech Niedbała 2004.  Hoplophorella ocula ingår i släktet Hoplophorella och familjen Phthiracaridae. Inga underarter finns listade i Catalogue of Life.